# Norbert Pohl (Fußballspieler)
Norbert Pohl (* 17. Juli 1959) ist ein ehemaliger deutscher Fußballspieler.

## Werdegang
Der Mittelfeldspieler Norbert Pohl begann seine Karriere bei Preußen Espelkamp und wechselte später in die Jugendabteilung von Arminia Bielefeld. Im Jahre 1979 wechselte Pohl zum Zweitligaaufsteiger SC Herford. Dort debütierte er am 3. August 1979 beim 1:0-Sieg der Herforder beim SC Viktoria Köln. Zwei Jahre später verpasste Pohl mit seiner Mannschaft die Qualifikation zur eingleisigen 2. Bundesliga. Für die Herforder absolvierte Pohl 58 Zweitligaspiele und erzielte dabei ein Tor. Später spielte Pohl noch für den FC Gohfeld und ab 1984 für den FC Gütersloh. In der Saison 1990/91 absolvierte Pohl noch einmal zwei Oberligaspiele für Arminia Bielefeld.